# Мінералізатори
Мінералізатори (рос. минерализаторы, англ. mineralizers, mineralizing agents; нім. Mineralisatoren m pl) – розчинені в магмі леткі речовини (вода, хлор, бор, фтор та інші), які виділяються з неї під час охолодження або зменшення тиску; сприяють процесові кристалізації мінералів при утворенні гірських порід і руд. Мінералізатори знижують температуру плавлення і в’язкість магми, сприяють росту великих кристалів тощо. Особливо характерні для залишкових розплавів і постмагматичних розчинів.